# Celypha
Celypha là một chi bướm đêm thuộc họ Tortricidae, phân họ Olethreutinae, tông Olethreutini.
Chi gần nhất Syricoris đôi khi cũng bao gồm Celpyha.

## Các loài
The 20 currently recognized species of Celypha are:
| - Celypha anatoliana (Caradja, 1916) - Celypha aurofasciana - Celypha capreolana (Herrich-Schäffer, 1851) - Celypha cespitana - Celypha conflictana (Kennel, 1901) - Celypha constructa (Meyrick, 1922) - Celypha cornigerus (Oku, 1968) - Celypha ermolenkoi Kostyuk, 1980 - Celypha erythrana (Tengstrom, 1848) - Celypha flavipalpana (Herrich-Schffer, 1851) | - Celypha hydrangeana (Kuznetzov, 1969) - Celypha kostjukorum Budashkin & Dubatolov, 2006 - Celypha kurilensis (Oku, 1965) - Celypha perfracta Diakonoff, 1983 - Celypha pseudalarixicola Liu & Fang in Jianwen & Liu, 1992 - Celypha rufana - Celypha rurestrana (Duponchel in Godart, 1842) - Celypha sistrata (Meyrick, 1911) - Celypha striana - Celypha woodiana (Barrett, 1882) |

## Đồng nghĩa
Tên khoa học cũ cho chi này là:
- Celypa (lapsus)
- Celyphoides Obraztsov, 1960
- Cleyphoides (lapsus)
- Euchroma (lapsus, non Solier, 1833: preoccupied)
- Euchromia Stephens, 1829 (non Hübner, [1819]: preoccupied)
- Loxoterma Busck, 1906

## Hình ảnh

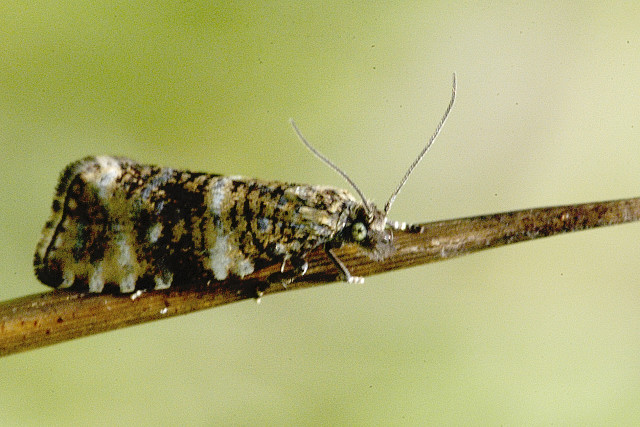
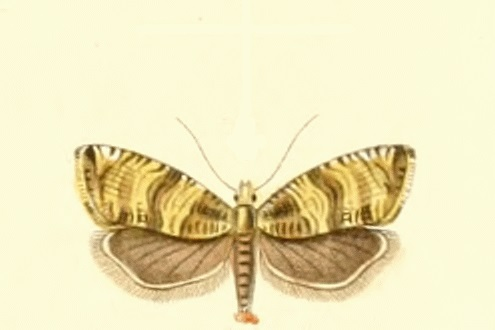
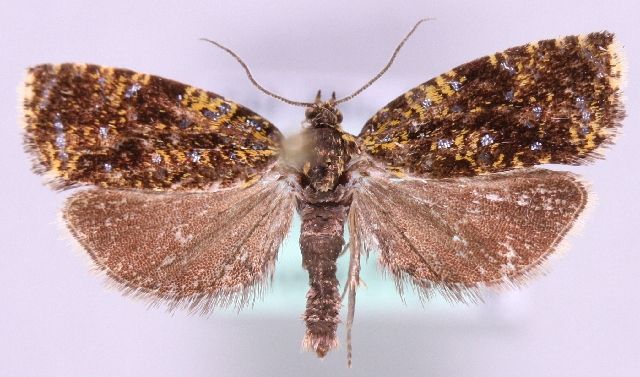

## Footnotes
1. 1 2  Baixeras et al. (2009a)
2. ↑  See references in Savela (2005a)
3. ↑  Baixeras et al. (2009b)